# Sowietskoje (obwód biełgorodzki)
Sowietskoje (ros. Советское) – wieś w Rosji, w obwodzie biełgorodzkim, w rejonie aleksiejewskim. W 2010 liczyła 1006 mieszkańców.